# Formuláskönyv

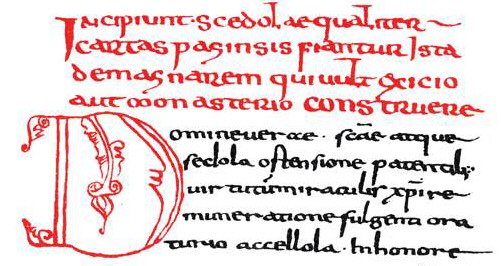
A Formulae Marculfi részlete, 7. század vége

A formuláskönyv  – vagy   formulárium –   középkori és kora újkori iratminta-gyűjtemény, amely a kezdő és gyakorló jogászok, jegyzők, kancelláriai hivatalnokok segítségére szolgált. Az egyes ügytípusok iratmintáin túlmenően néha bevezetést, illetve elméleti útmutatást is tartalmazott. A formulárium összeállítói  az ügyintézés során keletkezett okleveleket  bemásolták a kéziratba azzal a céllal, hogy azok a későbbiekben mintául szolgáljanak azonos típusú iratok megszerkesztéséhez.
A formulák élén általában nagyobb betűkkel írt „címek” tájékoztatnak az iratfajtáról (s egyidejűleg a szövegek lényegéről), elvétve pedig az egyedi tartalomra is utalnak
Magyarországon a legrégebbi ismert formuláskönyv Uzsai János Ars Notaria című összeállítása, amely 1346–1350 között készült.
További magyarországi és erdélyi formuláskönyvek:
- Magyi János formuláskönyve, 1476–1493[4]
- Huendler Vid formuláskönyve, 15. század[3]
- Bachy Ferenc formuláskönyve: Stilus cancellariae Wladislai II. Regis Hungariae, 15–16. század.[5]
- Beneéthy Máté formuláskönyve, 16. század eleje[3]
- Mihály doktor pécsi általános helynök formuláskönyve, 16. század eleje[3]
- Nyás(i) Demeter érseki helynök formuláskönyve, 1525 előtt[3][6]
- Jacobinus János erdélyi kancellár formuláskönyve, 1602[7]